# Raffaele Meloni
Raffaele Meloni (fl. XX secolo) è stato un regista e sceneggiatore italiano attivo in televisione e alla radio.

## Biografia
Allievo dell'Accademia d'Arte Drammatica, fu attivo come regista radiofonico, nella trasmissione Per voi giovani con Renzo Arbore nel 1968 e nella prosa. In televisione diresse alcuni varietà (I capostipiti nel 1965 con Enzo Tortora e Chi fa da se con Cochi e Renato nel 1969) e un grande numero di lavori teatrali adattati e sceneggiati, tra cui si ricordano Malombra del 1974, Saturnino Farandola del 1977 con Mariano Rigillo e L'uomo che parlava ai cavalli del 1987 con Enzo Cerusico. Nel 1956 recitò nello sceneggiato L'Alfiere diretto da Anton Giulio Majano.
Era il fratello del regista Nino Meloni e lo zio di Francesco Meloni, figlio di Nino e padre della politica Giorgia Meloni. Anche la figlia Chiara (Roma, 20 febbraio 1963 – Bali, 27 giugno 2022), nipote di Agenore, zia di Zoe Incrocci e cugina di Giorgia Meloni, lavorerà nel mondo dello spettacolo come direttrice del casting per molti film e serie televisive.

## Filmografia

### Sceneggiati
- Malombra (1974)
- Saturnino Farandola (1977)
- L'uomo che parlava ai cavalli (1987)

### Prosa televisiva Rai
- Il favoloso '18 di Maria Azzi Grimaldi (1963)
- Jack l'infallibile di Vittorio Calvino (1963)
- La mano di sua figlia di Turi Vasile (1963)
- Il drago di Evgenij L'vovič Švarc (1968)
- Il muro divisorio (1969)
- Lanciatori di coltelli di Miklos Hubay (1969)
- L'uomo disabitato di Rafael Alberti (1971)
- I tromboni di Federico Zardi (1971)
- Oro matto di Silvio Giovaninetti (1972)
- Estate e fumo di Tennessee Williams (1974)
- Il diavolo Peter di Salvato Cappelli (1974)
- Il naso di Nikolaj Gogol' (1975)
- Eva di Elmer Rice (1976)
- Omobono e gli incendiari (1976)
- La paura dei fulmini di Mark Twain (1976)
- Buonanotte Patrizia (1979)
- La tana di Agatha Christie (1980)

### Prosa radiofonica Rai
- Pigmalione domestico (1965)
- Monsieur le Professeur di Franco Torti (1967)
- Photo-finish di Peter Ustinov (1967)
- Buonanotte fantasma (1973)